# Ramón Ábila
Ramón Darío Ábila, plus connu sous le nom de Wanchope Ábila, né le 14 octobre 1989 à Córdoba en Argentine, est un footballeur argentin, qui joue au poste d'attaquant au CA Huracan.

## Biographie
Il participe à la Copa Libertadores et à la Copa Sudamericana. Il atteint la finale de la Copa Sudamericana en 2015 avec le CA Huracán.
Il inscrit dix buts en première division brésilienne avec le club de Cruzeiro.

## Palmarès
| Huracán - Coupe d'Argentine (1) : - Vainqueur : 2013-14. - Supercoupe d'Argentine (1) : - Vainqueur : 2014. |  | - Copa Sudamericana : - Finaliste : 2015. - Meilleur buteur : 2015 (5 buts). - Championnat d'Argentine D2 : - Meilleur buteur : 2014 (9 buts). Boca Juniors - Championnat d'Argentine : - Champion 2018 et 2020 |